# Zeche St. Martin
Die Zeche St. Martin war ein ehemaliges Steinkohlebergwerk in Dortmund.
Das Bergwerk befand sich südlich der Emscher im Stadtteil Aplerbeck. Der Abbau der Flöze Anna, Sibilla und Elisabeth begann im Jahr 1766. Die abgebaute Kohle wurde zur Feuerung der Saline Königsborn genutzt. Im Jahr 1826 wurde die Zeche stillgelegt. Im Jahr 1831 wurde das Feld in die Konsolidation zur Zeche Vereinigte Bickefeld Tiefbau einbezogen.